# Кирибати (народ)
Кириба́ти — микронезийский народ, коренное население республики Кирибати. Это название — искажённое английское «Gilbert» (Кирибати были частью британской колонии Островов Гилберта и Эллис, которые географически относят к Полинезии). Самоназвание — тунгару, предположительно по имени высшего полинезийского бога Тангароа. Общая численность — 68 тыс. чел., в том числе в Кирибати — 61 тыс. Остальные живут в Вануату, Науру, Тувалу, на Соломоновых Островах и Фиджи. Язык — кирибати (гилбертский или тунгаруанский), микронезийской группы. Антропологически кирибати — смешанного полинезийско-меланезийского типа. Близки к банаба, жителям острова Банаба (или Ошен). Религия — католицизм и протестантизм.

## Хозяйство и быт
Основные занятия — рыболовство, охота на акул, ручное земледелие. Главные культуры — таро, ямс, маниок, панданус, кокосовая пальма. Из ремёсел развиты плетение, резьба по дереву, изготовление лодок. Развито мореходство. Жилище (мвенга) — строится без стен, имеет двускатную крышу на столбах.

## Общественное устройство
В обществе островитян выделялись сословия: уэа (верховные вожди), тока, или инаомата (младшие вожди), аомата (землевладельцы), ранг (безземельные граждане). Прежде были и рабы из пленных (каунго, торо).

## Духовная культура
Традиционно кирибати верили в разных духов, в том числе в духов предков. Черепа и скелеты предков хранили в родовых склепах. Легенды и мифы рассказывали в основном о героях тоа, жителях вечной земли и прародины кирибати, Матанга.